# Springer (Oklahoma)
Springer és un poble dels Estats Units a l'estat d'Oklahoma. Segons el cens del 2000 tenia 577 habitants.

## Demografia
Segons el cens del 2000, Springer tenia 577 habitants, 237 habitatges, i 181 famílies. La densitat de població era de 15,4 habitants per km².
Dels 237 habitatges en un 26,6% hi vivien nens de menys de 18 anys, en un 66,2% hi vivien parelles casades, en un 7,6% dones solteres, i en un 23,6% no eren unitats familiars. En el 21,9% dels habitatges hi vivien persones soles el 13,5% de les quals corresponia a persones de 65 anys o més que vivien soles. El nombre mitjà de persones vivint en cada habitatge era de 2,43 i el nombre mitjà de persones que vivien en cada família era de 2,83.
Per edats la població es repartia de la següent manera: un 23,6% tenia menys de 18 anys, un 7,3% entre 18 i 24, un 24,6% entre 25 i 44, un 28,9% de 45 a 60 i un 15,6% 65 anys o més.
L'edat mediana era de 40 anys. Per cada 100 dones de 18 o més anys hi havia 90,9 homes.
La renda mediana per habitatge era de 32.000 $ i la renda mediana per família de 35.375 $. Els homes tenien una renda mediana de 35.500 $ mentre que les dones 18.864 $. La renda per capita de la població era de 15.640 $. Entorn del 7% de les famílies i el 7,9% de la població estaven per davall del llindar de pobresa.

## Poblacions més properes
El següent diagrama mostra les poblacions més properes.